# Роотсикюла (Пейпсияэре)
Ро́отсикюла (эст. Rootsiküla) — деревня в волости Пейпсияэре уезда Тартумаа, Эстония. 

## География и описание
Расположена на берегу Чудского озера. 
Климат умеренный. Официальный язык — эстонский. Почтовый индекс — 60222.

## Население
Численность населения на 31 декабря 2011 года составляла 31 человек.

## История
Впервые упоминалась в 1592 году. В 1900 году она упоминается как Рочино, в том же году деревне значилось 50 дворов и . В 1932 в деревне было 52 русских дома и 3 дома эстонцев.